# Ocybadistes flavovittata
Ocybadistes flavovittata là một loài bướm ngày thuộc họ Hesperiidae. Loài này có ở Indonesia (Irian Jaya), Úc (New South Wales, Northern Territory, Queensland và Western Australia) và Papua New Guinea.
Sải cánh dài khoảng 15 mm.
Ấu trùng ăn nhiều loại cỏ khác nhau.

## Hình ảnh

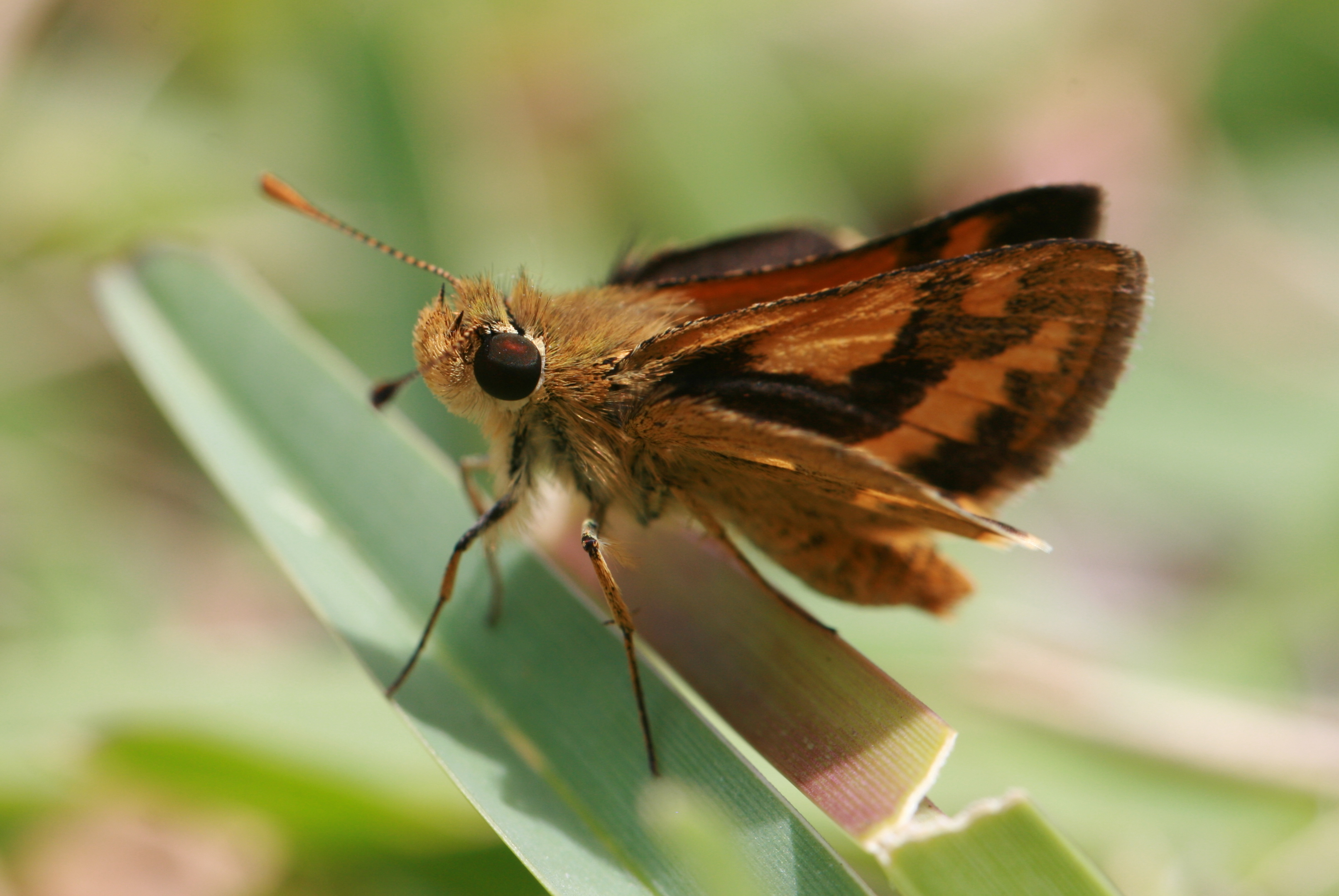

## Phụ loài
- Ocybadistes flavovittata flavovittata (New South Wales, Queensland)
- Ocybadistes flavovittata vesta (Northern Territory, Queensland, Tây Australia)